# Caboc
Le Caboc est un fromage écossais produit à partir de crème. Ce fromage sans présure est fabriqué dans un moule cylindrique et roulé dans de l'avoine grillé. Le caboc est servi avec des oatcakes ou du pain grillé. Sa texture est légèrement plus épaisse et granuleuse que de la clotted cream, sa couleur est jaune pâle. Sa teneur en matière grasse est de 67 à 69 %, ce qui est équivalent à celle de fromages crémeux comme le mascarpone. Historiquement, ce fromage était acheté par les personnes aisées, contrairement à d'autres fromages anciens fabriqués à partir de lait écrémé comme le Crowdie.
Le caboc est un ancien fromage écossais, du XVe siècle dans les Highlands. Ce fromage a été créé par Mariota de Ile, la fille du chef du Clan Donald dans les Hébrides. Le fabricant actuel est Suzannah Stone of Tain qui travaille avec huit autres femmes. Son fromage est vendu sous le label Highland Fine Cheeses Ltd.
Selon la légende, la tradition de rouler le caboc dans de l'avoine est un accident, un vacher aurait laissé son fromage dans une boîte qui avait servi à transporter des oatcakes,.